# Шнековый сепаратор

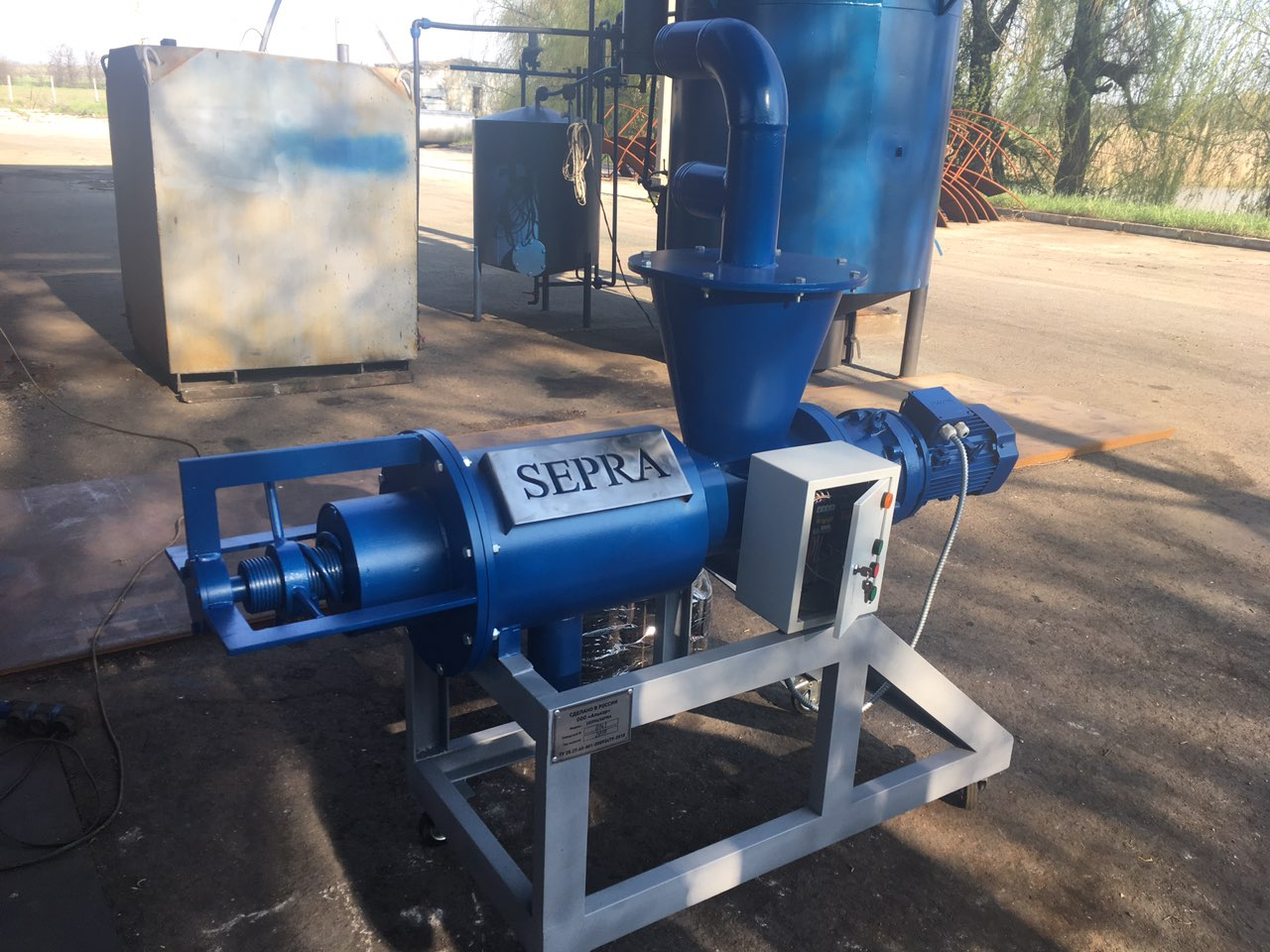
Шнековый сепаратор (общий вид)

Шнековый сепаратор (пресс-сепаратор) — разновидность сепараторов, предназначенная для разделения материалов на две фракции. Как правило, применяется для отделения жидкой части от твёрдой, что даёт возможность для дальнейшего использования двух продуктов в разных направлениях.

## Применение
Шнековые сепараторы применяют для обработки материалов в животноводстве (навоз, помёт), в пивоварении (дробина), в пищевой промышленности (отходы производства/отходы потребления), в сахарном производстве (свекловичный жом) и др.

## Принцип работы
Исходный продукт загружается в приёмный бункер, где вращающийся шнек захватывает лопастями сырьё и подаёт в корпус сепаратора. Сырьё подаётся шнеком вдоль цилиндрического сита, где происходит отжим жидкой части. Твёрдая часть при этом перемещается к выпускному отверстию, прессуется и выгружается. Слив отжатой жидкой фракции происходит через нижнее сливное отверстие (патрубок) в нижней части корпуса сепаратора.
Шнековые сепараторы используют прессо-механические свойства для отжима жидкости. Влажность получаемого жмыха составляет 50—60 %. Для получения максимально сухой твёрдой фракции в паре со шнековыми сепараторами используют сушильное оборудование. Это позволяет снизить энергозатраты и повысить производительность установок.